# Jörg Orschiedt
Jörg Orschiedt (* 23. April 1963 in Essen) ist ein deutscher Prähistoriker und Fachbuchautor.

## Leben
Orschiedt studierte Ur- und Frühgeschichte und Anthropologie an der Universität Mainz und an der Universität Tübingen. In Tübingen erlangte er den Magister Artium mit einer Arbeit über Bandkeramische Siedlungsbestattungen in Baden-Württemberg. Die Promotion erfolgte 1996 in Tübingen mit einer Arbeit über Manipulationen an menschlichen Skelettresten aus dem Paläolithikum, Mesolithikum und Neolithikum. Taphonomische Prozesse, Sekundärbestattungen oder Anthropophagie.
Von 1995 bis 1998 war er Wissenschaftlicher Mitarbeiter am Neanderthal Museum Mettmann. Dort beteiligte er sich am Aufbau der neuen Dauerausstellung sowie am Aufbau der Mediathek und der paläoanthropologischen Abgusssammlung. 1998–1999 hatte er einen Lehrauftrag am Institut für Ur- und Frühgeschichte der Universität zu Köln. 1999 erhielt er ein Forschungsstipendium der Deutschen Forschungsgemeinschaft zu Bestattungen und Bestattungssitten im Mittelpaläolithikum und frühen Jungpaläolithikum. Von Oktober 1999 bis Oktober 2005 war er Wissenschaftlicher Assistent am Archäologischen Institut der Universität Hamburg, Vor- und Frühgeschichtliche Archäologie. Habilitation und venia legendi waren an der Universität Hamburg im Jahre 2006.
Von November 2005 bis September 2009 war er Archäologe am Historischen Centrum Hagen. Vom 1. Oktober 2009 bis 31. Dezember 2010 war er  als Vertretungsprofessor für die emeritierte Sabine Rieckhoff am Lehrstuhl für Ur- und Frühgeschichte der Universität Leipzig sowie im Sommersemester 2011 am Institut für Prähistorische Archäologie der FU Berlin tätig. Seit Sommer 2010 leitet er das DFG-Projekt zur Erforschung der Blätterhöhle in Hagen, das am Institut für Ur- und Frühgeschichte der Universität zu Köln angesiedelt ist.

## Publikationen (Auswahl)
- mit Michael Baales, Ralf Blank [Hrsg.]: Archäologie in Hagen. Eine Geschichtslandschaft wird erforscht. Essen 2010, ISBN 3-8375-0423-9
- mit B. Auffermann: Die Neandertaler. Auf dem Weg zum modernen Menschen. Theiss 2006, ISBN 3-8062-2016-6.
- mit G.-C. Weniger (Hrsg.), Neanderthals and Modern Humans – Discussing the Transition. Central and Eastern Europe from 50.000 – 30.000 B. P. Wissenschaftliche Schriften 2. Neanderthal Museum 2000.
- Manipulationen an menschlichen Skelettresten. Taphonomische Prozesse, Sekundärbestattungen oder Anthropophagie. Urgeschichtliche Materialhefte 13, Tübingen 1998.
- Familientreffen. Deutsche Neanderthaler 1856–1999. Neanderthal Museum 1999, ISBN 3-9805-8395-3
- Infektionserkrankungen. In: Alfred Czarnetzki (Hrsg.): Stumme Zeugen ihrer Leiden. Krankheiten und Behandlung vor der medizinischen Revolution. Attempto Verlag, Tübingen 1996, ISBN 3-89308-258-1, S. 65–89.
- Zahnerkrankungen. In: Alfred Czarnetzki (Hrsg.): Stumme Zeugen ihrer Leiden. Krankheiten und Behandlung vor der medizinischen Revolution. Attempto Verlag, Tübingen 1996, ISBN 3-89308-258-1, S. 111–137.